# .gb
.gb és un domini de primer nivell territorial (ccTLD) reservat pel Regne Unit.
El domini es va introduir a la RFC 920 l'octubre de 1984. Per als noms de dominis territorials de primer nivell feia servir en general els codis de país derivats del codi de dos lletres corresponent a la llista ISO 3166-1. No obstant, el domini .uk s'havia creat per separat uns quants mesos abans de la redacció d'aquesta llista. Per tant, el .gb no va servir gaire. Ara ja no és possible de fer-hi nous registres.
.gb es va vigir durant alguns anys, principalment per organitzacions del govern britànic i per serveis comercials de correu electrònic que utilitzaven infraestructura basada en X.400. Això simplificava la traducció entre dominis DNS i adreces X.400, que utilitzaven GB com a codi de país.
Amb la desaparició del correu X.400 i l'objectiu general d'IANA de tenir un sol domini territorial per país, el codi .gb va caure en desús; el domini encara existeix, però no accepta nous registres.
El 2013 encara existeix al DNS un subdomini de .gb: dra.hmg.gb, que pertany a l'antiga Agència de Recerca en Defensa (Defence Research Agency, DRA) del Govern de sa Majestat (Her Majesty's Government, HMG), i li queden tres registres de host (no accessibles via web): hermes.dra.hmg.gb, delos.dra.hmg.gb and dfhnet.dra.hmg.gb.